# Nikolaus Donin
Nikolaus Donin, auch Nikolaus von Rupella (geb. im 13. Jahrhundert, aus La Rochelle), war als jüdischer Apostat Verursacher des Pariser Talmudprozesses von 1240.

## Leben
Über die Herkunft von Donin ist nur wenig bekannt. Sein Beiname Rupella deutet darauf hin, dass er aus La Rochelle stammte. Er war ein Schüler von Rabbi Jechiel ben Josef von Paris und wurde von diesem 1225 wegen häretischen Verhaltens aus der jüdischen Gemeinschaft ausgeschlossen. Grund des Bannes war entweder, dass er sich mit karaitischem Gedankengut befasste, oder wahrscheinlicher, weil er von den Ideen des Maimonides angetan war. Nach den Aussagen seines Lehrers sann er seitdem Böses über uns und versuchte dem Judentum zu schaden. Nach der Eskalation des Maimonidesstreites von 1232, als auf Betreiben französischer Tosafisten Bücher von Maimonides verbrannt wurden, wandte Donin sich endgültig vom Judentum ab. Um besser gegen seine jüdischen Gegner und deren „Blasphemie und Dummheit“ (blasphemiae in Deum und stultiae) vorgehen zu können, ließ er sich 1235 oder 1236 taufen und trat anschließend in einen Bettelorden ein.
Als nach den Ritualmordanschuldigungen von Fulda des Jahres 1235 Friedrich II. 1236 in Augsburg eine Versammlung einberief, nahm Donin als einer der eingeladenen Konvertiten ebenfalls daran teil. Er drang allerdings mit seinen Verleumdungen, dass der Ritualmord im Talmud begründet sei, nicht durch. Tatsächlich gibt es stellenweise Verse in kabbalistischer Literatur, so zum Beispiel dem zoharischen Text Tikkunei Zohar, Vers 88b, in welchen die rituelle Schächtung an sogenannten „Fremden, welche dem Vieh gleichen“ befohlen und erlaubt wird. Die rabbinischen Meinungen gehen hierbei auseinander, jedoch lässt sich der benannte Vers zweifelsfrei auf eine Art und Weise lesen, die als halachische Erlaubnis der rituellen Ermordung „Fremder“ (Goiim) verstanden werden könnte.
Nachdem Donin beim Kaiser keinen Erfolg hatte, begab er sich noch im gleichen Jahr zu dessen Gegner Papst Gregor IX. nach Rom. Nach drei Jahren hatte er den Papst für seine Sache gewonnen. Im Juni 1239 gab Gregor IX. den Bischöfen von Frankreich, England und Spanien Anweisung, am 3. März 1240, einem Sabbat, während des Gottesdienstes alle erreichbaren Talmudexemplare zu beschlagnahmen. Im darauf anschließenden Talmudprozess von Paris bildete die 35 Punkte umfassende Anklageschrift gegen den Talmud von Donin die Grundlage. Hauptansprechpartner auf jüdischer Seite waren sein ehemaliger Lehrer Jechiel ben Josef und Rabbi Juda ben David von Melun. Ein Hauptanklagepunkt war, dass der Talmud die mündliche Überlieferung über die Tora stelle und dass er voller unerlaubter Anthropomorphismen, Obszönitäten sowie Blasphemien gegen Jesus, Maria und die Kirche sei. Eine schwere Anklage enthielt Punkt 10, in welchem Donin anführte, in den jüdischen Schriften stehe, man solle den besten unter den Christen töten (optimum Christianorum occide). Den jüdischen Verteidigern gelang es vorerst, die Angriffe abzuwehren. Zwei Jahre nach dem Prozess kam es jedoch 1242 zur großen Talmudverbrennung von Paris. An zwei aufeinanderfolgenden Tagen wurden 24 Wagenladungen hebräischer Bücher, die vorher aus ganz Frankreich eingesammelt worden waren, öffentlich verbrannt.
Die weitere Karriere Donins ist unklar. Er soll für eine lange Periode seine antijüdischen Aktivitäten fortgesetzt haben. Ob er ein wirklich guter Christ geworden war, wird bezweifelt. 1287 wurde sein Name ein letztes Mal erwähnt, weil er in einem Pamphlet seinen Orden angegriffen hatte.